# Marshalltown
Marshalltown is een stad in de Amerikaanse staat Iowa. Marshalltown had in 2000 26.009 inwoners. De stad is de zetel van de Marshall County, gelegen aan de Iowa-rivier.

## Beschrijving
Marshalltown is ontstaan rond 1863, na de aansluiting van de Staat Iowa bij de Unie, op 28 december 1846, als 29ste Staat van de Verenigde Staten. De toenmalige voortrekkers en gelukzoekers kwamen er vestigen. In 1863 stichtten ze een handelspost langs de Iowa-rivier en tevens een nederzetting, dat uitgroeide tot heden een bedrijvige stad.
Het stadje is nu een woon- en handelscenter met rijke graan- en levensvoorraadgebieden. Rondom de stad liggen verschillende bedrijven en fabriekjes van plastic-, rubber- en metaalproducten. Eveneens zijn er fabrieken voor productie van verven, machinerieën, zaden, scheepscontainers en hoogovens. De Iowa Veterans Home is hier gevestigd.

## Partnersteden
- Boedjonnovsk (Rusland)
- Minami-Alps (Japan)

## Geboren in Marshalltown
- Frank Jack Fletcher (1885-1973), admiraal
- Jean Seberg (1938-1979), actrice
- Mary Beth Hurt (1948), actrice

## Plaatsen in de nabije omgeving
De onderstaande figuur toont nabijgelegen plaatsen in een straal van 20 km rond Marshalltown.